# Selección de handball de Argentina
La Selección masculina de handball de Argentina es el equipo formado por jugadores de nacionalidad argentina que representa a la Confederación Argentina de Handball en las competiciones internacionales. Está afiliada a la Federación Panamericana de Handball (PATHF) y a la Federación Internacional de Balonmano (IHF).
Esta selección es uno de los equipos más laureados de América, con siete títulos continentales. En el Campeonato Mundial 2003, por primera vez, Argentina logró vencer a un equipo europeo.
Hasta los Juegos Olímpicos de París 2024, el entrenador fue Guillermo Milano, quien reemplazó a Manuel Cadenas tras cuatro años en el cargo.
Tras la salida de Guillermo Milano, Rodolfo Jung fue elegido entrenador.

## Historial

### Campeonato Mundial
| Org.                           | Año   | Ronda            | Pos.       | PJ         | G          | E          | P          | GF         | GC         | DG         | Goleador               |            |
| ------------------------------ | ----- | ---------------- | ---------- | ---------- | ---------- | ---------- | ---------- | ---------- | ---------- | ---------- | ---------------------- | ---------- |
| Bandera de Alemania            | 1938  | No ingresó       | No ingresó | No ingresó | No ingresó | No ingresó | No ingresó | No ingresó | No ingresó | No ingresó | No ingresó             | No ingresó |
| Bandera de Suecia              | 1954  | No ingresó       | No ingresó | No ingresó | No ingresó | No ingresó | No ingresó | No ingresó | No ingresó | No ingresó | No ingresó             | No ingresó |
| Bandera de Alemania Oriental   | 1958  | No ingresó       | No ingresó | No ingresó | No ingresó | No ingresó | No ingresó | No ingresó | No ingresó | No ingresó | No ingresó             | No ingresó |
| Bandera de Alemania Occidental | 1961  | No ingresó       | No ingresó | No ingresó | No ingresó | No ingresó | No ingresó | No ingresó | No ingresó | No ingresó | No ingresó             | No ingresó |
| Bandera de Checoslovaquia      | 1964  | No ingresó       | No ingresó | No ingresó | No ingresó | No ingresó | No ingresó | No ingresó | No ingresó | No ingresó | No ingresó             | No ingresó |
| Bandera de Suecia              | 1967  | No ingresó       | No ingresó | No ingresó | No ingresó | No ingresó | No ingresó | No ingresó | No ingresó | No ingresó | No ingresó             | No ingresó |
| Bandera de Francia             | 1970  | No ingresó       | No ingresó | No ingresó | No ingresó | No ingresó | No ingresó | No ingresó | No ingresó | No ingresó | No ingresó             | No ingresó |
| Bandera de Alemania Oriental   | 1974  | No ingresó       | No ingresó | No ingresó | No ingresó | No ingresó | No ingresó | No ingresó | No ingresó | No ingresó | No ingresó             | No ingresó |
| Bandera de Dinamarca           | 1978  | No ingresó       | No ingresó | No ingresó | No ingresó | No ingresó | No ingresó | No ingresó | No ingresó | No ingresó | No ingresó             | No ingresó |
| Bandera de Alemania Occidental | 1982  | No ingresó       | No ingresó | No ingresó | No ingresó | No ingresó | No ingresó | No ingresó | No ingresó | No ingresó | No ingresó             | No ingresó |
| Bandera de Suiza               | 1986  | No ingresó       | No ingresó | No ingresó | No ingresó | No ingresó | No ingresó | No ingresó | No ingresó | No ingresó | No ingresó             | No ingresó |
| Bandera de Checoslovaquia      | 1990  | No ingresó       | No ingresó | No ingresó | No ingresó | No ingresó | No ingresó | No ingresó | No ingresó | No ingresó | No ingresó             | No ingresó |
| Bandera de Suecia              | 1993  | No ingresó       | No ingresó | No ingresó | No ingresó | No ingresó | No ingresó | No ingresó | No ingresó | No ingresó | No ingresó             | No ingresó |
| Bandera de Islandia            | 1995  | No ingresó       | No ingresó | No ingresó | No ingresó | No ingresó | No ingresó | No ingresó | No ingresó | No ingresó | No ingresó             | No ingresó |
| Bandera de Japón               | 1997  | Ronda preliminar | 22°        | 5          | 0          | 0          | 5          | 96         | 140        | -44        | sin datos              |            |
| Bandera de Egipto              | 1999  | Ronda preliminar | 21°        | 5          | 0          | 1          | 4          | 96         | 129        | -33        | sin datos              |            |
| Bandera de Francia             | 2001  | Octavos de final | 15°        | 6          | 2          | 1          | 3          | 117        | 150        | -33        | sin datos              |            |
| Bandera de Portugal            | 2003  | Ronda preliminar | 17°        | 5          | 1          | 1          | 3          | 127        | 156        | -29        | sin datos              |            |
| Bandera de Túnez               | 2005  | Ronda preliminar | 18°        | 5          | 1          | 0          | 4          | 133        | 141        | -8         | Eric Gull: 29          |            |
| Bandera de Alemania            | 2007  | Copa Presidente  | 16°        | 6          | 2          | 0          | 4          | 146        | 172        | -26        | Facundo Torres: 24     |            |
| Bandera de Croacia             | 2009  | Copa Presidente  | 18°        | 9          | 3          | 0          | 6          | 231        | 245        | -14        | Andrés Kogovsek: 35    |            |
| Bandera de Suecia              | 2011  | Ronda principal  | 12°        | 9          | 3          | 1          | 5          | 235        | 247        | -12        | Federico Fernández: 40 |            |
| Bandera de España              | 2013  | Copa Presidente  | 18°        | 7          | 2          | 0          | 5          | 169        | 183        | -14        | Sebastián Simonet: 24  |            |
| Bandera de Catar               | 2015  | Octavos de final | 12°        | 6          | 2          | 1          | 3          | 152        | 156        | -4         | Federico Pizarro: 37   |            |
| Bandera de Francia             | 2017  | Copa Presidente  | 18°        | 7          | 2          | 0          | 5          | 154        | 183        | -29        | Federico Fernández: 39 |            |
| -                              | 2019  | Copa Presidente  | 17°        | 7          | 3          | 1          | 3          | 173        | 180        | -7         | Federico Fernández: 34 |            |
| Bandera de Egipto              | 2021  | Ronda principal  | 11°        | 6          | 4          | 0          | 2          | 148        | 143        | +5         | Federico Pizarro: 32   |            |
| -                              | 2023  | Ronda principal  | 19°        | 6          | 2          | 0          | 4          | 142        | 176        | -34        | Diego Simonet: 28      |            |
| -                              | 2025  | Ronda principal  | 20°        | 6          | 2          | 0          | 4          | 143        | 187        | -44        | Ramiro Martínez: 28    |            |
| Total                          | Total | 15/29            |            | 95         | 29         | 6          | 60         | 2262       | 2588       | -336       |                        |            |

### Campeonato Panamericano
| Edición | Ronda       | Posición   | PJ         | G          | E          | P          | GF         | GC         | DG         | Goleador               |
| ------- | ----------- | ---------- | ---------- | ---------- | ---------- | ---------- | ---------- | ---------- | ---------- | ---------------------- |
| 1979    | Liguilla    | 5°         | 5          | 1          | 0          | 4          | 75         | 99         | -24        | sin datos              |
| 1981    | Semifinales | 4°         | 5          | 3          | 0          | 2          | 137        | 111        | +26        | sin datos              |
| 1983    | No ingresó  | No ingresó | No ingresó | No ingresó | No ingresó | No ingresó | No ingresó | No ingresó | No ingresó | No ingresó             |
| 1985    | Liguilla    | 4°         | 5          | 1          | 0          | 4          | 86         | 122        | -36        | sin datos              |
| 1989    | No ingresó  | No ingresó | No ingresó | No ingresó | No ingresó | No ingresó | No ingresó | No ingresó | No ingresó | No ingresó             |
| 1994    | Liguilla    | 4°         | 6          | 3          | 0          | 3          | 151        | 104        | +47        | sin datos              |
| 1996    | Final       | 2°         | 5          | 3          | 0          | 2          | 119        | 100        | +19        | sin datos              |
| 1998    | Final       | 2°         | 6          | 5          | 0          | 1          | 162        | 105        | +57        | sin datos              |
| 2000    | Final       | 1°         | 5          | 5          | 0          | 0          | 123        | 93         | +30        | Martín Viscovich: 26   |
| 2002    | Final       | 1°         | 5          | 5          | 0          | 0          | 139        | 70         | +69        | Andrés Kogovsek: 14 ▼  |
| 2004    | Final       | 1°         | 5          | 5          | 0          | 0          | 153        | 87         | +66        | sin datos              |
| 2006    | Final       | 2°         | 5          | 4          | 0          | 1          | 162        | 100        | +62        | sin datos              |
| 2008    | Final       | 2°         | 5          | 4          | 0          | 1          | 150        | 121        | +29        | Andrés Kogovsek: 25    |
| 2010    | Final       | 1°         | 5          | 5          | 0          | 0          | 142        | 79         | +63        | sin datos              |
| 2012    | Final       | 1°         | 6          | 5          | 1          | 0          | 177        | 103        | +74        | Federico Fernández: 23 |
| 2014    | Final       | 1°         | 5          | 5          | 0          | 0          | 160        | 90         | +70        | Federico Pizarro: 26   |
| 2016    | Semifinales | 3°         | 7          | 4          | 1          | 1          | 210        | 124        | +86        | Federico Fernández: 37 |
| 2018    | Final       | 1°         | 6          | 6          | 0          | 0          | 236        | 95         | +141       | Federico Pizarro: 38   |
| Total   |             |            |            |            |            |            |            |            |            |                        |

▲ Faltan contabilizar los torneos que figuran sin datos, todos los partidos del año 2002 menos los partidos contra México y Brasil, y el resto de los jugadores con la excepción de los goleadores correspondientes a los años 2000 y 2008.
▼ Falta contabilizar todos los partidos a excepción de los partidos contra México y Brasil.

### Juegos Olímpicos
| Edición                                               | Ronda            | Posición     | PJ           | G            | E            | P            | GF           | GC           | DG           | Goleador                          |
| ----------------------------------------------------- | ---------------- | ------------ | ------------ | ------------ | ------------ | ------------ | ------------ | ------------ | ------------ | --------------------------------- |
| Berlín 1936                                           | No participó     | No participó | No participó | No participó | No participó | No participó | No participó | No participó | No participó | No participó                      |
| No incluido en el programa olímpico desde 1948 a 1968 |                  |              |              |              |              |              |              |              |              |                                   |
| Múnich 1972                                           | No clasificó     | No clasificó | No clasificó | No clasificó | No clasificó | No clasificó | No clasificó | No clasificó | No clasificó | No clasificó                      |
| Montreal 1976                                         | No clasificó     | No clasificó | No clasificó | No clasificó | No clasificó | No clasificó | No clasificó | No clasificó | No clasificó | No clasificó                      |
| Moscú 1980                                            | No clasificó     | No clasificó | No clasificó | No clasificó | No clasificó | No clasificó | No clasificó | No clasificó | No clasificó | No clasificó                      |
| Los Ángeles 1984                                      | No clasificó     | No clasificó | No clasificó | No clasificó | No clasificó | No clasificó | No clasificó | No clasificó | No clasificó | No clasificó                      |
| Seúl 1988                                             | No clasificó     | No clasificó | No clasificó | No clasificó | No clasificó | No clasificó | No clasificó | No clasificó | No clasificó | No clasificó                      |
| Barcelona 1992                                        | No clasificó     | No clasificó | No clasificó | No clasificó | No clasificó | No clasificó | No clasificó | No clasificó | No clasificó | No clasificó                      |
| Atlanta 1996                                          | No clasificó     | No clasificó | No clasificó | No clasificó | No clasificó | No clasificó | No clasificó | No clasificó | No clasificó | No clasificó                      |
| Sídney 2000                                           | No clasificó     | No clasificó | No clasificó | No clasificó | No clasificó | No clasificó | No clasificó | No clasificó | No clasificó | No clasificó                      |
| Atenas 2004                                           | No clasificó     | No clasificó | No clasificó | No clasificó | No clasificó | No clasificó | No clasificó | No clasificó | No clasificó | No clasificó                      |
| Pekín 2008                                            | No clasificó     | No clasificó | No clasificó | No clasificó | No clasificó | No clasificó | No clasificó | No clasificó | No clasificó | No clasificó                      |
| Londres 2012                                          | Ronda preliminar | 10° de 12    | 5            | 1            | 0            | 4            | 113          | 138          | -25          | Diego Simonet: 21                 |
| Río de Janeiro 2016                                   | Ronda preliminar | 10° de 12    | 5            | 1            | 0            | 4            | 110          | 126          | -16          | Federico Fernández: 23            |
| Tokio 2020                                            | Ronda preliminar | 12° de 12    | 5            | 0            | 0            | 5            | 125          | 154          | -29          | Ignacio Pizarro/Diego Simonet: 19 |
| París 2024                                            | Ronda preliminar | 12° de 12    | 5            | 0            | 0            | 5            | 131          | 171          | -40          | James Parker: 24                  |
| Total                                                 | 4/14             |              | 20           | 2            | 0            | 18           | 479          | 589          | -110         |                                   |

▲ El evento Tokio 2020 fue aplazado a 2021 por decisión conjunta del COI y el Gobierno de Japón.

### Juegos Panamericanos
| Edición | Juegos              | Ronda            | Pos. | PJ | G | E | P | GF  | GC  | DG  | Goleador               |
| ------- | ------------------- | ---------------- | ---- | -- | - | - | - | --- | --- | --- | ---------------------- |
| X       | Indianápolis 1987   | Ronda preliminar | 5°   | 4  | 0 | 0 | 4 | 56  | 100 | -44 | sin datos              |
| XI      | La Habana 1991      | Ronda preliminar | 5°   | 4  | 1 | 0 | 3 | 72  | 96  | -24 | Marcelo Schmidt: 17    |
| XII     | Mar del Plata 1995  | Semifinales      | 3°   | 6  | 4 | 0 | 2 | 131 | 96  | +35 | Roberto Morlacco: 22   |
| XIII    | Winnipeg 1999       | Semifinales      | 3°   | 5  | 4 | 0 | 1 | 135 | 84  | +51 | Andrés Kogovsek: 37    |
| XIV     | Santo Domingo 2003  | Final            | 2°   | 5  | 4 | 0 | 1 | 175 | 98  | +77 | Andrés Kogovsek: 31 ▼  |
| XV      | Río de Janeiro 2007 | Final            | 2°   | 5  | 4 | 0 | 1 | 170 | 116 | +54 | Facundo Torres: 24 ►   |
| XVI     | Guadalajara 2011    | Final            | 1°   | 5  | 5 | 0 | 0 | 147 | 103 | +44 | Federico Fernández: 32 |
| XVII    | Toronto 2015        | Final            | 2°   | 5  | 4 | 0 | 1 | 150 | 106 | +46 | Federico Fernández: 36 |
| XVIII   | Lima 2019           | Final            | 1°   | 5  | 5 | 0 | 0 | 158 | 116 | +41 | Federico Pizarro: 28   |
| XIX     | Santiago 2023       | Final            | 1°   | 5  | 5 | 0 | 0 | 157 | 101 | +57 | Federico Pizarro: 34   |

▲ Faltan contabilizar el partido del día 02/08/2003 ARG 46:15 MEX, la final del día 21/08/2007 BRA 30:22 ARG y los Juegos de 1987.
▼ Falta contabilizar el partido del día 02/08/2003, ARG 46:15 MEX.
► Falta contabilizar la final del día 21/08/2007, BRA 30:22 ARG.

### Campeonato Mundial Sub-21
| Org.                                    | Año   | Ronda            | Pos.       | PJ         | G          | E          | P          | GF         | GC         | DG         | Goleador                |            |
| --------------------------------------- | ----- | ---------------- | ---------- | ---------- | ---------- | ---------- | ---------- | ---------- | ---------- | ---------- | ----------------------- | ---------- |
| Bandera de Suecia                       | 1977  | No ingresó       | No ingresó | No ingresó | No ingresó | No ingresó | No ingresó | No ingresó | No ingresó | No ingresó | No ingresó              | No ingresó |
| -                                       | 1979  | No ingresó       | No ingresó | No ingresó | No ingresó | No ingresó | No ingresó | No ingresó | No ingresó | No ingresó | No ingresó              | No ingresó |
| Bandera de Portugal                     | 1981  | No ingresó       | No ingresó | No ingresó | No ingresó | No ingresó | No ingresó | No ingresó | No ingresó | No ingresó | No ingresó              | No ingresó |
| Bandera de Finlandia                    | 1983  | No ingresó       | No ingresó | No ingresó | No ingresó | No ingresó | No ingresó | No ingresó | No ingresó | No ingresó | No ingresó              | No ingresó |
| Bandera de Italia                       | 1985  | No ingresó       | No ingresó | No ingresó | No ingresó | No ingresó | No ingresó | No ingresó | No ingresó | No ingresó | No ingresó              | No ingresó |
| Bandera de Yugoslavia                   | 1987  | No ingresó       | No ingresó | No ingresó | No ingresó | No ingresó | No ingresó | No ingresó | No ingresó | No ingresó | No ingresó              | No ingresó |
| Bandera de España                       | 1989  | No ingresó       | No ingresó | No ingresó | No ingresó | No ingresó | No ingresó | No ingresó | No ingresó | No ingresó | No ingresó              | No ingresó |
| Bandera de Grecia                       | 1991  | No ingresó       | No ingresó | No ingresó | No ingresó | No ingresó | No ingresó | No ingresó | No ingresó | No ingresó | No ingresó              | No ingresó |
| Bandera de Egipto                       | 1993  | Ronda principal  | 11°        | 9          | 3          | 1          | 5          | 188        | 200        | -12        | sin datos               |            |
| Bandera de Argentina                    | 1995  | Ronda preliminar | 17°        | 5          | 1          | 0          | 4          | 101        | 106        | -5         | sin datos               |            |
| Bandera de Turquía                      | 1997  | No ingresó       | No ingresó | No ingresó | No ingresó | No ingresó | No ingresó | No ingresó | No ingresó | No ingresó | No ingresó              | No ingresó |
| Bandera de Catar                        | 1999  | No ingresó       | No ingresó | No ingresó | No ingresó | No ingresó | No ingresó | No ingresó | No ingresó | No ingresó | No ingresó              | No ingresó |
| Bandera de Suiza                        | 2001  | Ronda preliminar | 20°        | 8          | 0          | 1          | 7          | 172        | 218        | -46        | sin datos               |            |
| Bandera de Brasil                       | 2003  | Ronda preliminar | 16°        | 8          | 2          | 2          | 4          | 197        | 215        | -18        | sin datos               |            |
| Bandera de Hungría                      | 2005  | Ronda principal  | 11°        | 8          | 3          | 0          | 5          | 234        | 260        | -26        | Sebastián Simonet: 44   |            |
| Bandera de Macedonia del Norte          | 2007  | Ronda preliminar | 13°        | 5          | 2          | 0          | 3          | 127        | 128        | -1         | Federico Vieyra: 34     |            |
| Bandera de Egipto                       | 2009  | Ronda principal  | 6°         | 9          | 5          | 1          | 3          | 282        | 262        | +20        | Federico Vieyra: 54 ▲   |            |
| Bandera de Grecia                       | 2011  | Ronda preliminar | 20°        | 7          | 2          | 0          | 5          | 186        | 216        | -30        | Ignacio Pizarro: 30     |            |
| Bandera de Bosnia y Herzegovina         | 2013  | Octavos de final | 16°        | 9          | 2          | 0          | 7          | 220        | 274        | -54        | Santiago Baronetto: 45  |            |
| Bandera de Brasil                       | 2015  | Octavos de final | 13°        | 7          | 3          | 0          | 4          | 162        | 176        | -14        | Tomás Bernachea: 26     |            |
| Bandera de Argelia                      | 2017  | Octavos de final | 13°        | 7          | 3          | 1          | 3          | 172        | 171        | +1         | Guillermo Fischer: 21   |            |
| Bandera de España                       | 2019  | Copa Presidente  | 21°        | 7          | 2          | 0          | 5          | 172        | 205        | -33        | Ignacio López Pérez: 36 |            |
| Bandera de Grecia · Bandera de Alemania | 2023  | Copa Presidente  | 25°        | 7          | 3          | 0          | 4          | 227        | 193        | +34        | Martin Jung: 47         |            |
| Total                                   | Total | 13/22            |            | 89         | 29         | 6          | 54         | 2440       | 2624       | -184       |                         |            |

▲ Federico Vieyra fue el quinto goleador del torneo con 54 goles y también fue elegido en el equipo ideal como el mejor lateral derecho junior del mundo. Leonel Maciel fue el segundo arquero con más paradas (121) y estuvo a solo 1 parada del primer puesto.

### Campeonato Mundial Juvenil
| Org.                           | Año   | Ronda            | Pos. | PJ | G  | E | P  | GF   | GC   | DG   | Goleador                             |
| ------------------------------ | ----- | ---------------- | ---- | -- | -- | - | -- | ---- | ---- | ---- | ------------------------------------ |
| Bandera de Catar               | 2005  | Ronda preliminar | 7°   | 5  | 2  | 1 | 2  | 143  | 139  | +4   | Sebastián Simonet: 28                |
| Bandera de Baréin              | 2007  | Semifinales      | 4°   | 7  | 3  | 2 | 2  | 197  | 204  | -7   | Federico Vieyra: 31 ▲                |
| Bandera de Túnez               | 2009  | Ronda preliminar | 11°  | 6  | 3  | 0 | 3  | 158  | 173  | -15  | Juan Cantore: 40                     |
| Bandera de Argentina           | 2011  | Ronda preliminar | 10°  | 6  | 3  | 0 | 3  | 171  | 153  | +18  | Julián Souto Cueto: 40               |
| Bandera de Hungría             | 2013  | Copa Presidente  | 18°  | 7  | 2  | 0 | 5  | 194  | 239  | -45  | Juan Manuel Rodríguez: 57            |
| Bandera de Rusia               | 2015  | Copa Presidente  | 21°  | 7  | 2  | 0 | 5  | 156  | 200  | -44  | Andrés Moyano: 37                    |
| Bandera de Georgia             | 2017  | Copa Presidente  | 21°  | 7  | 2  | 0 | 5  | 170  | 197  | -27  | Tomás Cañete: 20                     |
| Bandera de Macedonia del Norte | 2019  | Ronda preliminar | 14°  | 7  | 4  | 0 | 3  | 174  | 186  | -12  | Joaquín Barceló/Santiago Barceló: 23 |
| Total                          | Total | 8/8              |      | 52 | 21 | 3 | 28 | 1363 | 1491 | -128 |                                      |

▲ Federico Vieyra fue elegido en el equipo ideal como el mejor lateral derecho juvenil del mundo.

### Juegos Olímpicos de la Juventud
- 2010 - No participó
- 2014 - No participó
- 2018 - No hubo torneo

## Palmarés
Campeonato Sur-Centroamericano
- Campeón: 2020

- Subcampeón: 2022, 2024

Campeonato Panamericano
- Campeón: 2000, 2002, 2004, 2010, 2012, 2014, 2018

- Subcampeón:  1996, 1998, 2006, 2008

- Tercer lugar: 2016

Campeonato Sudamericano
- Campeón:  1983, 1998, 2001

- Subcampeón: 2000, 2003

Juegos Panamericanos
- Campeón:  2011, 2019,[7] 2023[8]

- Subcampeón:  2003, 2007, 2015

- Tercer lugar:  1995, 1999

Juegos Suramericanos
- Campeón:  2002, 2006, 2022

- Subcampeón: 2010, 2014, 2018

## Plantel actual
- Convocados para el Campeonato Mundial 2025

| N.º | Nombre             | Altura          | Edad | Posición          | Partidos | Goles | Club                        |
| --- | ------------------ | --------------- | ---- | ----------------- | -------- | ----- | --------------------------- |
| 1   | Santiago Giovanola | 1,83 m (6′ 0″)  | 25   | Arquero           | 2        | 0     | Balonmano Caserío           |
| 40  | Leonel Maciel      | 1,92 m (6′ 4″)  | 36   | Arquero           | 140      | 17    | Bidasoa Irún                |
| 10  | Ramiro Benacedo    | 1,88 m (6′ 2″)  | 22   | Extremo Izquierdo | 7        | 22    | Colegio Ward                |
| 19  | Pedro Martínez     | 1,90 m (6′ 3″)  | 25   | Extremo izquierdo | 68       | 140   | Sporting CP                 |
| 25  | Facundo Cangiani   | 1,82 m (6′ 0″)  | 33   | Extremo Derecho   | 59       | 84    | Bathco BM. Torrelavega      |
| 20  | Ramiro Martínez    | 1,81 m (5′ 11″) | 29   | Extremo Derecho   | 65       | 166   | Club Balonmano Benidorm     |
| 11  | Lucas Moscariello  | 1,90 m (6′ 3″)  | 32   | Pivot             | 115      | 246   | Club Balonmano Benidorm     |
| 27  | Pablo Minguez      | 1,92 m (6′ 4″)  | 26   | Pivot             | 5        | 0     | Balonmano Caserío           |
| 18  | Guillermo Fischer  | 2,00 m (6′ 7″)  | 28   | Pivot             | 63       | 51    | BM Villa de Aranda          |
| 77  | Lucas Aizen        | 1,91 m (6′ 3″)  | 26   | Lateral derecho   | 24       | 39    | Club Balonmano Puente Genil |
| 28  | Juan Saco          | 1,89 m (6′ 2″)  | 22   | Lateral derecho   | 10       | 28    | BM Proin Triana             |
| 4   | Nicolás Bono       | 1,80 m (5′ 11″) | 27   | Central           | 32       | 53    | Istres Provence Handball    |
| 23  | Martín Jung        | 1,88 m (6′ 2″)  | 22   | Central           | 9        | 23    | US Ivry Handball            |
| 3   | Santiago Barceló   | 1,91 m (6′ 3″)  | 22   | Lateral Izquierdo | 19       | 28    | Rebi Balonmano Cuenca       |
| 9   | Tomás Cañete       | 1,88 m (6′ 2″)  | 26   | Lateral izquierdo | 2        | 2     | SSV Brixen Handball         |
| 7   | Juan Gull          | 2,06 m (6′ 9″)  | 20   | Lateral izquierdo | 27       | 75    | Balonmano Caserío           |

## Principales resultados internacionales
2003: 30-29 vs  Croacia
2003: 26-26 vs  Rusia
2011: 27-22 vs  Suecia
2015: 24-24 vs  Dinamarca
2015: 30-27 vs  Rusia
2018: 29-24 vs  Polonia
2019: 25-25 vs  Hungría
2021: 25-19 vs  España
2021: 23-19 vs  Croacia
- No incluye encuentros contra selecciones del continente americano.

## Planteles mundialistas y olímpicos
| Año  | Cat. | Plantel | Ubic. |
| 1992 | SR B | Arzola, Walter; Buceta, Pablo; Canzoniero, Gabriel; Fernández, Gustavo; Jung, Juan; Kockritz, Martín; Lódola, Germán; Melo, Daniel; Morlacco, Roberto; Osores Soler, Gonzalo; Perczyk, Jaime; Rinaldi, Juan Martín; Sánchez, Juan; Schmidt, Marcelo; Strafe, Claudio; Taverna, Marcelo                                             | 16.º  |
| 1993 | JR   | Alfaro, Ariel; Buceta, Pablo; Canzoniero, Gabriel; Carrara, Alejo; Jung, Rodolfo; Kogovsek, Andrés; Outeda, Cristian; Parra, Heraldo; Penna, Roberto; Pisani, Adrián; Rinaldi, Juan Martín; Salazar, Daniel; Sebele, Leandro; Sznitowski, Pablo; Taverna, Marcelo; Viscovich, Martín                                               | 11.º  |
| 1995 | JR   | Bosio, Ricardo; Carrara, Alejo; Daverio, Daniel; Drovandi, Gerardo; Gallardo, Walter; Kogovsek, Andrés; Miri, Sebastián; Ojea, Pablo; Paganini, Matías; Parra, Heraldo; Petterson, Mauro; Pisani, Leandro; Schulz, Martín; Viscovich, Gonzalo; Viscovich, Martín; Wright, Christian                                                | 15.º  |
| 1997 | SR   | Belinky, Sebastián; Buceta, Pablo; Canzoniero, Christian; Canzoniero, Gabriel; Fernández, Gustavo; García, Alejandro; Gull, Eric; Jung, Rodolfo; Kogovsek, Andrés; Molina, Martiniano; Morlacco, Roberto; Plati, Cristian; Smith, Alejandro; Sznitowski, Pablo; Viscovich, Gonzalo; Viscovich, Martín                              | 23.º  |
| 1999 | SR   | Buceta, Pablo; Canzoniero, Christian; Canzoniero, Gabriel; Cesio, Fernando; Cruz Guerra, Lucas; Fernández, Gustavo; García, Alejandro; Gull, Eric; Hanjsek, Christian; Kogovsek, Andrés; Molina, Martiniano; Morlacco, Roberto; Palladino, Ignacio; Plati, Cristian; Viscovich, Gonzalo; Viscovich, Martín                         | 21.º  |
| 2001 | JR   | Alonso, Gonzalo; Baserga, Axel; Castelli, Ezequiel; Crevatín, Sergio; De Arma, Guillermo; García, Fernando; Gilardini, Ariel; González, Federico; Larrosa, Emiliano; Lima, Matías; Pardales, Germán; Portela, Pablo; Querín, Leonardo; Schulz, Matías; Testa, Benjamín; Vecino, Facundo                                            | 20.º  |
| 2001 | SR   | Besasso, Federico; Canzoniero, Christian; Carou, Gonzalo; Crevatín, Sergio; Cruz Guerra, Lucas; Gull, Eric; Jung, Rodolfo; Kogovsek, Andrés; Mariné, Alejo; Morlacco, Roberto; Pardales, Germán; Plati, Cristian; Querín, Leonardo; Viscovich, Gonzalo; Viscovich, Martín; Zago, Javier                                            | 15.º  |
| 2003 | JR   | Acetti, Santiago; Bruno, Damián; González, Federico; Grande, Javier; Larrosa, Emiliano; Lima, Matías; López, Fernando; Lumello, Nicolás; Maffei, Maximiliano; Mau, Fernando; Migueles, Damián; Querín, Leonardo; Romano, Hernán; Schulz, Matías; Torres, Facundo; Vieyra, Gonzalo                                                  | 16.º  |
| 2003 | SR   | Canzoniero, Christian; Carou, Gonzalo; Carrara, Alejo; Civelli, Bruno; Crevatín, Sergio; Cruz Guerra, Lucas; García, Fernando; Gull, Eric; Jung, Rodolfo; Kogovsek, Andrés; Mariné, Alejo; Morlacco, Roberto; Plati, Cristian; Querín, Leonardo; Viscovich, Gonzalo; Viscovich, Martín                                             | 17.º  |
| 2005 | Y    | Altenbach, Javier; Anzaldo, Cristian; Arias, Carlos; Bar, Juan; Betous, Javier; Castro, Mariano; Cortese, Nicolás; Doldán, Martín; Fasciglione, Lucas; Herrera, Martín; Pizarro, Federico; Poncet, Hernán; Rockstroh, Iván; Simonet, Sebastián; Vidal, Agustín; Vieyra, Federico                                                   | 7.º   |
| 2005 | JR   | Altenbach, Javier; Anzaldo, Cristian; Arias, Carlos; Bar, Juan; Cánepa, Mariano; Castro, Mariano; Cortese, Nicolás; Doldán, Martín; Fernández, Juan Pablo; Pizarro, Federico; Poncet, Hernán; Rockstroh, Iván; Nogueira, Diego; Vainstein, Pablo; Vidal, Agustín; Vieyra, Federico                                                 | 11.º  |
| 2005 | SR   | Arias, Carlos; Besasso, Federico; Carou, Gonzalo; Carrara, Alejo; Castro, Mariano; Civelli, Bruno; Crevatín, Sergio; García, Fernando; Lima, Matías; Migueles, Damián; Ojea, Juan Francisco; Pardales, Germán; Pizarro, Federico; Querín, Leonardo; Schulz, Matías; Torres, Facundo                                                | 18.º  |
| 2007 | Y    | Arce, Marco; Fernández, Federico; Fernández, Juan Pablo; Galarza, Esteban; Maciel, Leonel; Mingorance, Mauro; Montes, Sergio; Penso, Pablo; Roldán, Luciano; Ruiz, Pablo; Salzano, Ezequiel; Schiaffino, Francisco; Simonet, Diego; Vainstein, Pablo; Nogueira, Diego; Vieyra, Federico                                            | 4.º   |
| 2007 | JR   | Altenbach, Javier; Anzaldo, Cristian; Arias, Carlos; Bar, Juan; Cánepa, Mariano; Castro, Mariano; Cortese, Nicolás; Doldán, Martín; Fernández, Juan Pablo; Pizarro, Federico; Poncet, Hernán; Rockstroh, Iván; Nogueira, Diego; Vainstein, Pablo; Vidal, Agustín; Vieyra, Federico                                                 | 13.º  |
| 2007 | SR   | Arias, Carlos; Besasso, Federico; Carou, Gonzalo; Carrara, Alejo; Castro, Mariano; Civelli, Bruno; Crevatín, Sergio; García, Fernando; Nogueira, Diego; Migueles, Damián; Ojea, Juan Francisco; Pardales, Germán; Pizarro, Federico; Querín, Leonardo; Schulz, Matías; Torres, Facundo                                             | 16.º  |
| 2009 | Y    | Arrom, Francisco; Aveiro, Marco; Cánepa, Santiago; Cangiani, Facundo; Cantore, Juan Ignacio; Cerdá, Brian; Ferrantelli, Flavio; Filipuzzi, Ignacio; Mangione, Federico; Moscariello, Lucas; Pizarro, Ignacio; Robert, Agustín; Nogueira, Diego; Schamann, Lucas; Sincich, Federico; Souto Cueto, Julián                            | 11.º  |
| 2009 | JR   | Arce, Marco; Fernández, Federico; Fernández, Juan Pablo; Galarza, Esteban; Maciel, Leonel; Montes, Sergio; Pagano, Robertino; Robert, Agustín; Roldán, Luciano; Nogueira, Diego; Salzano, Ezequiel; Schiaffino, Francisco; Simonet, Diego; Vainstein, Pablo; Vázquez, Juan Manuel; Vieyra, Federico                                | 6.º   |
| 2009 | SR   | Carou, Gonzalo; Castro, Mariano; Crevatín, Sergio; Fernández, Juan Pablo; García, Fernando; Gull, Eric; Kogovsek, Andrés; Migueles, Damián; Pizarro, Federico; Portela, Pablo; Querín, Leonardo; Schulz, Matías; Simonet, Sebastián; Torres, Facundo; Vidal, Agustín; Nogueira, Diego                                              | 18.º  |
| 2011 | Y    | Amato, Martín; Anzaldo, Cristian; Baronetto, Santiago; Bastías, Ismael; Bono, Fernando; Foppiani, Fabricio; Gelosi, Lautaro; Horak, Martín; Molina, Martín; Morello, Lucas; Moscariello, Lucas; Rodríguez, José Manuel; Romero, Emiliano; Simonet, Pablo; Smalc, Alejo; Soliani, Maximiliano; Souto Cueto, Julián                  | 10.º  |
| 2011 | JR   | Arrom, Francisco; Aveiro, Marco; Cánepa, Santiago; Cangiani, Facundo; Cantore, Juan Ignacio; Cerdá, Brian; Ferrantelli, Flavio; Filipuzzi, Ignacio; Gregori, Lucas; Lukaszuzck, Alejandro; Marrón, Matías; Pérez, Moisés; Pizarro, Ignacio; Robert, Agustín; Schamann, Lucas; Wolf, Tobías                                         | 20.º  |
| 2011 | SR   | Cánepa, Mariano; Carou, Gonzalo; Fernández, Federico; Fernández, Juan Pablo; Nogueira, Diego; García, Fernando; Kogovsek, Andrés; Migueles, Damián; Pizarro, Federico; Portela, Pablo; Querín, Leonardo; Schulz, Matías; Simonet, Diego; Simonet, Sebastián; Vidal, Agustín; Vieyra, Federico                                      | 12.º  |
| 2012 | JJOO | Cánepa, Mariano; Carou, Gonzalo; Fernández, Federico; García, Fernando; Kogovsek, Andrés; Migueles, Damián; Pizarro, Federico; Portela, Pablo; Querín, Leonardo; Riccobelli, Guido; Schulz, Matías; Simonet, Diego; Simonet, Sebastián; Vázquez, Juan Manuel; Vieyra, Federico                                                     | 10.º  |
| 2013 | Y    | Antonaci, Gonzalo; Bernachea, Tomás; Bertolez, Mariano; Bono, Gonzalo; Dechamps, Sebastián; Faraz, Nicolás; Largente, Esteban; Martino, Ignacio; Mouriño, Gastón; Núñez, Santiago; Podrzaj, Andrés; Rodríguez, José Manuel; Sánchez Medrano, Ignacio; Verdino, Patricio; Villaroel, Tomás                                          | 18.º  |
| 2013 | JR   | Amato, Martín; Baronetto, Santiago; Bono, Fernando; Foppiani, Fabricio; Gelosi, Lautaro; Horak, Martín; Mihal, Federico; Morello, Lucas; Moscariello, Lucas, Sambrana, Agustín; Schuld Tomás; Simonet, Pablo; Smalc, Alejo; Soliani, Maximiliano; Szpiegiel, Bruno                                                                 | 16.º  |
| 2013 | SR   | Carou, Gonzalo; Castro, Mariano; Fernández Federico; Fernández Juan Pablo; Maciel, Leonel; Portela, Adrián; Portela, Pablo; Querín, Leonardo; Riccobelli, Guido; Schiaffino, Francisco; Simonet, Diego; Simonet; Pablo; Simonet, Sebastián; Vainstein, Pablo; Vieyra, Federico; Vidal, Agustín                                     | 18.º  |
| 2015 | Y    | Bono, Nicolás; Bustamante, Mariano; Cantore, Pablo; Capurro, Kevin; Cargnel, Martín; Cuello, Juan Pablo; Fischer, Guillermo; Forlino Couly, Agustín; Giménez, Federico; Giovagnola, Tomás; Krimer, Marco; Moyano, Andrés; Moyano, Lionel; Saud Sulak, Federico; Vidal, Federico; Werner, Leonardo                                  | 21.º  |
| 2015 | JR   | Alaimo, Facundo; Bellia, Francisco; Bernachea, Tomás; Bertolez, Mariano; Bono, Gonzalo; Burgardt, Cristian; Carro, Gonzalo; Dechamps, Sebastián; Grandi, Lucas; Lombardi, Francisco; Martínez, Ramiro; Mouriño, Gastón; Núñez, Santiago; Verdino, Patricio; Villaroel, Tomás; Werner, Thomas                                       | 13.º  |
| 2015 | SR   | Cangiani, Facundo; Carou, Gonzalo; Crevatín, Sergio; Fernández, Federico; Fernández, Juan Pablo; García, Fernando; Portela, Adrián; Portela, Pablo; Querín, Leonardo; Simonet, Diego; Simonet, Pablo; Simonet, Sebastián; Vieyra, Federico; Vidal, Agustín                                                                         | 12.º  |
| 2016 | JJOO | Cánepa, Mariano; Carou, Gonzalo; Fernández, Federico; Fernández, Juan Pablo; García, Fernando; Pizarro, Federico; Portela, Adrián; Portela, Pablo; Querín, Leonardo; Schulz, Matías; Simonet, Pablo; Simonet, Sebastián; Vainstein, Pablo; Vidal, Agustín; Vieyra, Federico                                                        | 10.º  |
| 2017 | Y    | Aizen, Lucas; Arakaki, Martín; Cañete, Tomás; Ceccardi, Juan; Figueredo Nimo, Jeremy; Flores, Tomás; Gallardo, Tomás; Giménez, Federico; Giovagnola, Santiago; Gutiérrez, Dante; López Pérez, Ignacio; Martínez Cami, Pedro; Mendieta, Tomás; Palacios, Mateo; Samudio, Nicolás; Saud Sulak, Federico                              | 21.º  |
| 2017 | JR   | Forlino Couly, Agustín; Moyano, Andrés; Capurro, Kevin; Bono, Nicolás; Cantore, Pablo; Werner, Leonardo; Giménez, Federico; Rosseto, Gian; Corning, Sean; Giovagnola, Tomás; Moyano, Lionel; Krimer, Marco; Bonifacio, Rodrigo; Vega, Agustín; Alonso, Ignacio; Fischer, Guillermo                                                 | 13.º  |
| 2017 | SR   | Carou, Gonzalo; Fernández, Federico; Fernández, Juan Pablo; García, Fernando; Moscariello, Lucas; Pizarro, Federico; Portela, Adrián; Portela, Pablo; Querín, Leonardo; Schulz, Matías; Simonet, Pablo; Simonet, Sebastián; Souto Cueto, Julián; Vainstein, Pablo; Vidal, Agustín; Vieyra, Federico                                | 18.º  |
| 2019 | SR   | Santiago Baronetto; Nicolás Bonanno; Gonzalo Carou; Manuel Crivelli; Federico Fernández; Juan Pablo Fernández; Guillermo Fischer; Leonel Maciel; Lucas Moscariello; Gastón Mouriño; Ignacio Pizarro; Ramiro Martínez; Matías Schulz; Pablo Simonet; Sebastián Simonet; Federico Vieyra                                             | 17.º  |
| 2021 | SR   | Leonel Maciel; Juan Bar; Federico Fernández; Ignacio Pizarro; Santiago Baronetto; Ramiro Martínez; Federico Pizarro; Sebastián Simonet; Pablo Vainstein; Diego Simonet; Pablo Simonet; Manuel Crivelli; Guillermo Fischer; Pedro Martínez Cami; Santiago Cánepa; Nicolás Bonanno; Lucas Moscariello; Gonzalo Carou; Gastón Mouriño | 11.º  |
| 2021 | JJOO | Leonel Maciel; Juan Bar; Federico Fernández; Ignacio Pizarro; Ramiro Martínez; Federico Pizarro; Sebastián Simonet; Pablo Vainstein; Diego Simonet; Pablo Simonet; Pedro Martínez; Nicolás Bonanno; Lucas Moscariello; Gonzalo Carou; Gastón Mouriño; Santiago Baronetto                                                           | 12.º  |

Abreviaciones – SR B: Absoluto B, SR: Absoluto, JR: Sub-21, Y: Juvenil, JJOO: Juegos Olímpicos (absoluto).